# Most Westchnień
Most Westchnień (wł. Ponte dei Sospiri) – most w Wenecji. Został on zaprojektowany przez Antonia Contina, zaś budowę ukończono w 1614 roku. 
Jest widoczny z mostów Ponte della Paglia oraz Ponte della Canonica.

## Historia
Most Westchnień łączy ścianę wschodnią Pałacu Dożów z budynkiem dawnego więzienia (Piombi). Został zbudowany w 1614 roku według projektu Antonia Contina z białego kamienia z Istrii, w stylu barokowym. Jest zamknięty i zadaszony. Składa się z dwóch korytarzy przedzielonych ścianą. Wspiera się na arkadowym łuku, zawieszonym nad Rio del Palazzo. Na zewnątrz zdobi go płaskorzeźba z postacią Sprawiedliwości i herb doży Marina Grimaniego, a w części dolnej – dekoracja z masek. Nazwa mostu pochodzi od smutnych westchnień (sospiri) więźniów spoglądających po raz ostatni na Wenecję w drodze do sali sądowej. Swoją popularność zawdzięcza przypuszczalnie brytyjskiemu libertynowi Lordowi Byronowi, który wspomniał o nim w jednym ze swoich poematów.
W latach 2007–2011 przeprowadzono restaurację mostu. Powód do niej dał fragment muru, który odpadł ze ściany raniąc pewnego niemieckiego turystę. Restauracja kosztowała 2,8 miliona euro i została częściowo sfinansowano dzięki wywieszeniu na fasadzie kontrowersyjnej, zewnętrznej reklamy wielkoformatowej, która zasłoniła cały most, uniemożliwiając jego oglądanie. 